# まつばんだ交通バス

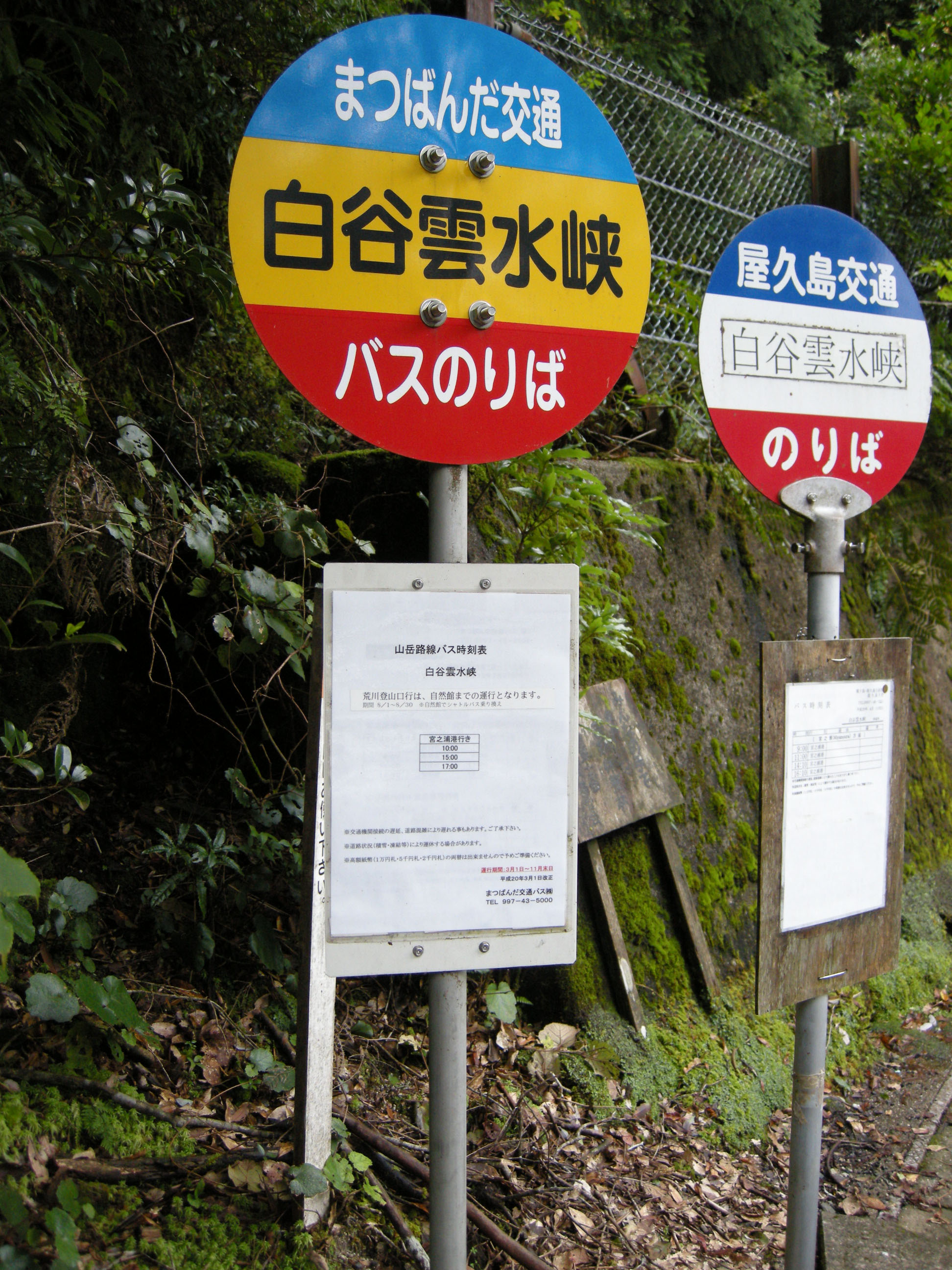
路線バスのバス停
※右は種子島・屋久島交通のバス停

まつばんだ交通バス株式会社（まつばんだこうつうバス）は、鹿児島県熊毛郡屋久島町に本社を置くバス事業者である。

## 路線
屋久島内にて路線バスを運行している。宮之浦港が主要ターミナルとなっている。
- 宮之浦港-- 宮之浦 - 小原町 - 牛床公園  白谷雲水峡

- 宮之浦港 - 宮之浦 - 小原町 - 空港 - 安房港 - 屋久杉自然館 - 荒川登山口
  - 屋久杉自然館 - 荒川登山口の間は、新型コロナウイルス感染症に伴う利用者減退のため、運休中。
- 平内 - 荒川登山口（廃止）

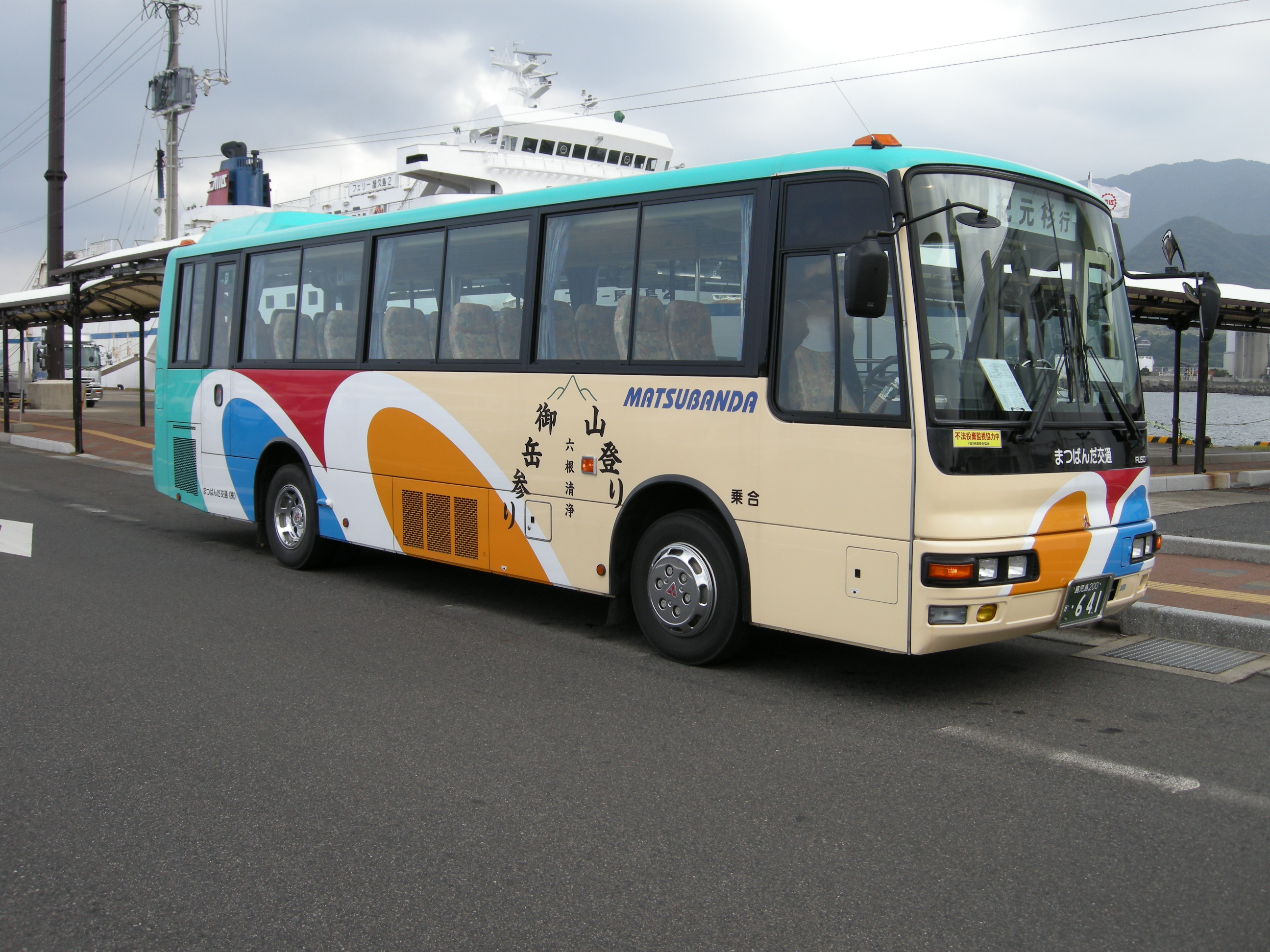
紀元杉行路線バスの車両
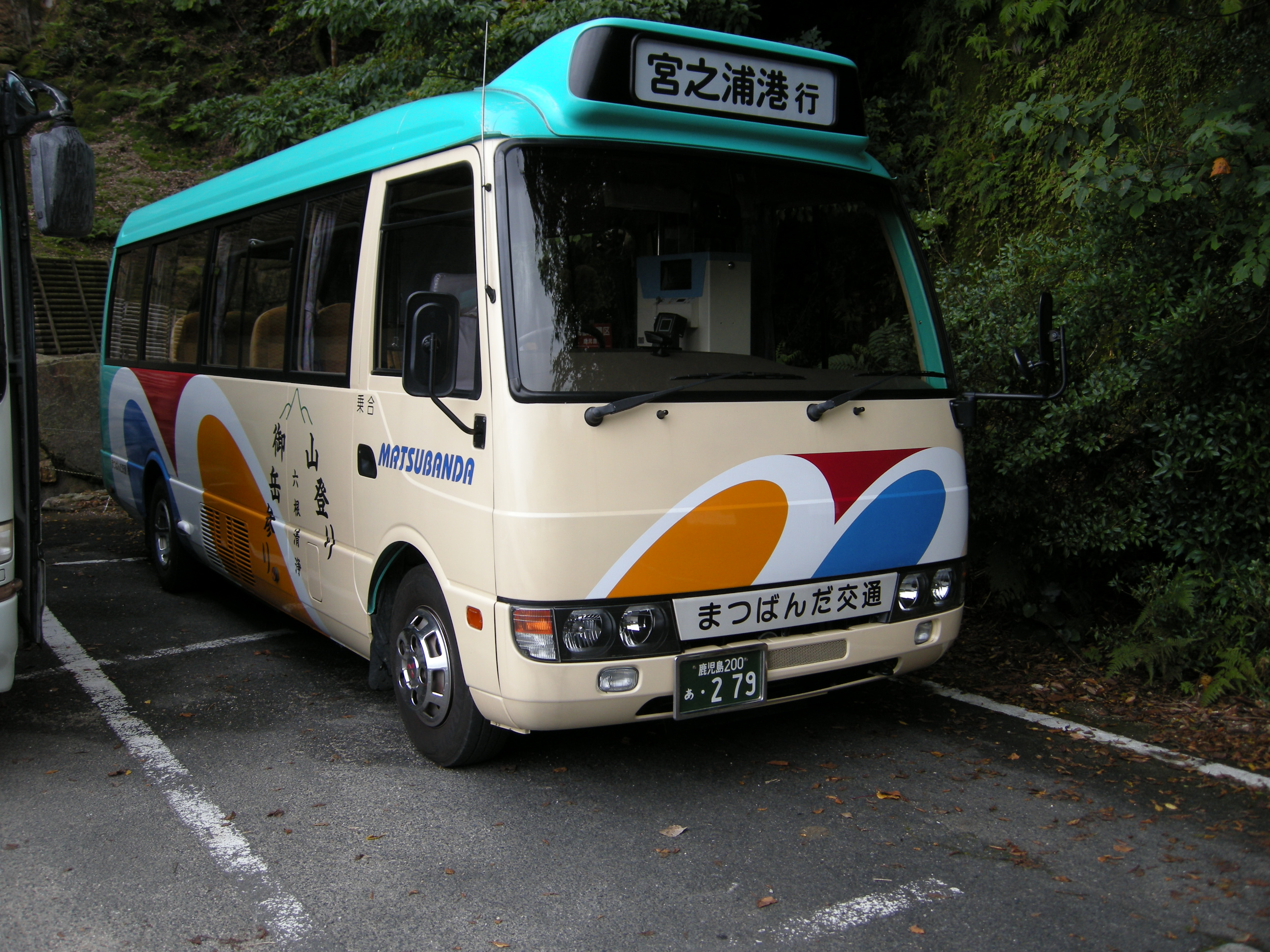
白谷雲水峡行路線バスの車両

## 関係会社
- 有限会社まつばんだ交通タクシー
- 有限会社まつばんだレンタカー